# Prince Albert (Południowa Afryka)
Prince Albert - miasto w Republice Południowej Afryki, położone w Prowincji Przylądkowej Zachodniej, w dystrykcie Central Karro, w gminie Prince Albert której jest siedzibą administracyjną.
Prince Albert położone jest na obszarze pustyni Karru, u podnóża Gór Czarnych.